# Ecnomina serrata
Ecnomina serrata là một loài Trichoptera trong họ Ecnomidae. Chúng phân bố ở miền Australasia.